# 희천청년역
희천청년역(熙川靑年驛)은 조선민주주의인민공화국 자강도 희천시에 위치한 만포선의 역이다.

## 역사
- 1934년 11월 1일 : 희천역으로 개업[1]
- 일자 불명: 희천청년역으로 역명 개칭